# Hydrotetrix marquesana
Hydrotetrix marquesana är en insektsart som beskrevs av Morgan Hebard 1932. Hydrotetrix marquesana ingår i släktet Hydrotetrix och familjen torngräshoppor. Inga underarter finns listade i Catalogue of Life.